# 荒川鉱山
荒川鉱山（あらかわこうざん）は、秋田県仙北郡荒川村（現・大仙市協和荒川）に存在した銅山である。

## 概要
1700年（元禄13年）、川村庄右衛門によって発見された。1738年（元文3年）からは、久保田藩の直山として開発が進められた。1873（明治6）年に岡田平蔵から県に対し荒川鉱山の払い下げが行われ、1876年（明治9年）に明治政府から盛岡の瀬川安五郎が払い下げを受ける。同年に「嗽沢抗」から大鉱脈が発見されるなどして、240年に渡って国内屈指の銅鉱山として栄えた。
1896年（明治29年）から三菱合資会社が鉱業権を所有した後は、製錬所や中央選鉱所、発電所などの設備の近代化が図られた。
これらにより、鉱山町が形成され、荒川村役場や郵便局、駐在所、浴場、病院、劇場「共楽館」、大盛小学校などが建設された。共楽館では、演劇や映画の他、宝塚歌劇団や歌舞伎の公演なども行われていた。明治11年に設立された大盛小学校は、仙北郡内では大曲小学校に次ぐ800人の生徒数を誇っていた。1897年（明治30年）には秋田市よりも約3年早く電灯が導入されるなどして、人口も最盛期には約4000人、周辺を含めると8000人に達するなど、県内有数の近代都市へと変貌した。坑道の全長は53Kmに達した。
1935年（昭和10年）には資源の枯渇などにより、三菱鉱業尾去沢鉱業所荒川支所に縮小され、1940年（昭和15年）に閉山した。鉱員の一部は、近隣にある宮田又鉱山に移った。

## 閉山後の活用
1993年（平成5年）、「百目石抗」の一部を使って仙北郡協和町（現・大仙市）がマインロード荒川の名称で観光施設としての整備がなされた。2005年（平成17年）3月22日に協和町が大仙市に合併すると同時に大仙市荒川鉱山跡地観光施設条例が制定され、オートキャンプ場や自然公園などが整備されていったが、マインロード荒川は2007年（平成19年）坑道の崩壊から休業。その後、観光用坑道の再開は不可能と判断され、展示されていた資料の一部は、大仙市協和自然資源等活用型交流促進施設「大盛館」に移され展示されることになった。坑道手前の自然公園は一部がサーキット場の新協和カートランドとして再整備されている。

## 松田解子の『おりん口伝』
松田解子の代表作である『おりん口伝』は1966年雑誌『文化評論』に連載された小説である。日露戦争前後に荒川鉱山で過酷な労働のなかから次第に階級的に目覚めてゆく女性りんの成長を描いた小説で、1968年には第8回田村俊子賞を受賞している。また、1969年には続・編とあわせて第1回多喜二・百合子賞を受賞している。
りんの物語は娘・ひろへ受け継がれ、1974年には『おりん母子伝』、1976年には『桃割れのタイピスト』と続く松田解子の代表作「おりん」三部作となっている。